# Герард, Антон Иванович
Антон Иванович Герард (? — 22 декабря 1830) — российский инженер-генерал-майор, сахарозаводчик.

## Биография
Сын въехавшего в Россию из Германии инженера Ивана Кондратьевича Герарда. Брат генерал-майора Логгина Герарда и инженер-генерал-лейтенанта Фёдора Герарда.
Получил инженерное образование. Работал в Москве: в 1782 году курировал ремонт стены Китай-города, в 1789 году спроектировал и соорудил Никольский (Крымский) мост, в 1790—1791 годах руководил строительством Москворецкой улицы, здания Арсенала и облицовкой камнем Кремлёвской набережной.
С 1789 году — секунд-майор, с 1791 — полковник, с 1 октября 1799 года — генерал-майор департамента Московских водяных работ. С 1802 года — в отставке.
Антон Иванович Герард был владельцем подмосковной усадьбы Большое Голубино (не сохранилась, ныне территория в черте Москвы) и был известен, как новатор в области сельского хозяйства. Был одним из учредителей Московского общества сельского хозяйства, которое на протяжении следующих ста лет выступало основным двигателем прогресса в Российской империи в области земледелия. Являлся автором статей в «Земледельческом журнале» - печатном органе общества.
В 1811 году совместно с генерал-майором Егором Ивановичем Бланкеннагелем (1750—1813) основал один из первых в России сахарных заводов, производивших дешевый свекловичный сахар взамен импортного тростникового.

Неподалеку от Москвы, кажется, верстах в двенадцати, у Герардов было небольшое именьице — сельцо Голубино, где были оранжереи, прекрасные грунтовые сараи и особенный сорт груш, которые были в то время редкостью. <...> И муж и жена оба были премилые, преумные и прелюбезные. Детей у них не было, они друг друга любили и жили не то чтобы не согласно, а беспрестанно друг другу все шпильки подпускали; ссорились, капризничали и мирились.— Елизавета Петровна Янькова. Воспоминания.
Был женат на Екатерине Сергеевне, урождённой Репнинской (?—1851).
Умер в своём имении в селе Большое Голубино Московской губернии 22 декабря 1830 года[по какому календарю?]; похоронен на иноверческом Введенском кладбище (могила не сохранилась).